# Ялтинсько-потсдамська система міжнародних відносин
Ялтинсько-Потсдамська система міжнародних відносин  — прийняте в історіографії позначення системи міжнародних відносин, закріпленої договорами та угодами Ялтинської та Потсдамської конференцій.
Вперше питання врегулювання післявоєнного світу було порушено на Тегеранській конференції 1943 року. Вже тоді стало очевидним зміцнення позицій двох країн — СРСР і США, які здобували все більш вирішальну роль у встановленні параметрів післявоєнного світу. Іншими словами, вже під час війни сформувалися передумови для майбутнього біполярного світу. Ця тенденція повністю проявилася на Ялтинській та Потсдамській конференціях, де СРСР і США, як наддержави, відіграли головну роль у розв'язанні ключових проблем, пов'язаних з формуванням нової моделі міжнародних відносин.
Потсдамська епоха визначила історичний прецедент, оскільки раніше ніколи весь світ не був штучно розділений на сфери впливу між двома державами. Біполярний розподіл сил швидко призвів до початку протистояння між капіталістичним і соціалістичним таборами, яке відоме в історії як "холодна війна".
Для Потсдамської епохи характерна надзвичайна ідеологізованість міжнародних відносин, а також постійна загроза початку прямого військового протистояння між СРСР та США.
Кінець Потсдамської епохи був позначений розпадом світового соціалістичного табору, що стало результатом неуспішної спроби реформування економіки Радянського Союзу, і цей розпад був офіційно закріплений Біловезькою угодою у 1991 році.

## Особливості
- Було ліквідовано багатополярну організацію структури міжнародних відносин, виникла біполярна структура післявоєнних міжнародних відносин, у яких провідну роль грали дві наддержави — СРСР та США. Значний відрив військово-силових, політичних, економічних та культурно-ідеологічних можливостей цих двох держав від інших країн світу призвів до формування двох основних, домінуючих «центрів сили», які надавали системоутворюючий вплив на структуру та характер усієї міжнародної системи.
- Конфронтаційний характер — системне, комплексне протистояння в економічній, політичній, військовій, ідеологічній та інших сферах, протистояння, яке час від часу набувало характеру гострої конфліктної, кризової взаємодії. Такий вид протистояння у форматі взаємних загроз використання сили, балансування на межі реальної війни отримав назву « холодна війна ».
- Післявоєнна біполярність складалася в епоху ядерної зброї, що призвело до революції як у військових, так і політичних стратегіях.
- Розподіл світу на сферу впливу двох наддержав як у Європі, так і на периферії, виникнення «розділених» країн (Німеччина, Корея, В'єтнам, Китай) та становлення військово-політичних блоків під керівництвом СРСР та США призвело до глобалізації та поглибленої геополітичної структуризації системного протистояння та конфронтації.
- Післявоєнна біполярність мала форму політико-ідеологічного протистояння, ідеологічної конфронтації між «вільним світом» країн західної демократії на чолі зі США та «соціалістичним світом» на чолі із СРСР. США хотіли встановлення у світі американської гегемонії під гаслом "Рах Americana", СРСР стверджував про невідворотність перемоги соціалізму у світовому масштабі. Ідеологічна конфронтація, «боротьба ідей», призводила до взаємної демонізації протилежного боку та залишалася важливою рисою післявоєнної системи міжнародних відносин. Радянсько-американське протистояння виглядало насамперед як суперництво системи політичних та етичних ідеалів, соціальних та моральних принципів.
- Післявоєнний світ перестав бути переважно європоцентристським, міжнародна система перетворилася на глобальну, загальносвітову. Руйнування колоніальних систем, становлення регіональних та субрегіональних підсистем міжнародних відносин здійснювалося під домінуючим впливом горизонтального поширення системного біполярного протистояння та тенденцій економічної та політичної глобалізації.
- Ялтинсько-потсдамський порядок у відсутності міцної договірно-правової бази. Домовленості, які лягли в основу післявоєнного порядку, були або усними, офіційно не зафіксованими, або закріплювалися переважно в декларативній формі, або їх повноцінна реалізація була заблокована внаслідок гостроти протиріч та конфронтацією між основними суб'єктами післявоєнних міжнародних відносин [2].
- ООН, один із центральних елементів ялтинсько-потсдамської системи, ставала головним механізмом координації зусиль з метою виключення з міжнародного життя воєн та конфліктів шляхом гармонізації відносин між державами та створення глобальної системи колективної безпеки. Післявоєнні реалії, непримиренність конфронтаційних відносин між СРСР та США значно обмежили можливість ООН реалізувати свої статутні функції та цілі. Головне завдання ООН переважно полягала у запобіганні збройному зіткненню між СРСР та США як на глобальному, так і регіональному рівнях, тобто у підтримці стабільності радянсько-американських відносин як основна передумова міжнародній безпеці та миру у післявоєнний час.